# Muntanya Russa
Muntanya Russa es una montaña rusa del Parque de Atracciones Tibidabo fabricada por la empresa neerlandesa Vekoma e inaugurada el 23 de diciembre de 2008. Está situada en nivel inferior del parque, donde destaca por sus vías de color rojo y sus soportes grises.
Para subir a la atracción se debe medir 120 cm o más, aunque los que no alcancen los 140 cm deben ir acompañados por alguien que sí lo haga. Está completamente adaptada a personas con movilidad reducida y cuenta con servicio de fotografía de recuerdo desde el primer día de la temporada 2009.

## Descripción
La estación es al aire libre y se accede a ella mediante una pequeña cueva artificial seguida de una rampa con forma de óvalo. Posee dos andenes: uno de carga, con ocho puertas para los pasajeros, y otro de salida.
La atracción cuenta con dos trenes idénticos, uno azul y otro rojo, con aspecto de atracción antigua a petición de B:SM, la empresa gestora del parque. Cada tren tiene una capacidad total de 16 pasajeros y está compuesto por cuatro coches de dos filas para dos pasajeros cada una. La atracción opera con los dos trenes si hay mucha afluencia de público, con una capacidad máxima de 1.010 pasajeros cada hora. La medida de seguridad principal es mediante barras de enclave mecánico que sujetan individualmente a cada pasajero.
Tras salir el tren de la estación se gira por una curva hacia la derecha para entrar a un pequeño túnel donde empieza una subida de 33 metros de desnivel. Una vez llegado al punto más alto de la atracción, a 522 metros sobre el nivel del mar, se hace otra curva a la derecha y se inicia un recorrido de unos 50 segundos que empieza con una caída con vistas a Barcelona y el Maresme y sigue con un brusco giro a la izquierda y un viaje por el bosque de Collserola con curvas muy peraltadas pero sin ninguna inversión.

## Historia y construcción
Tras la adquisición del Parque de Atracciones Tibidabo por parte del Ayuntamiento de Barcelona se inició una inversión de 50 millones de euros para mejorar las instalaciones. Entre otras acciones se instalaron ascensores, se creó el Camí del Cel y se introdujeron nuevas atracciones. En 2007 se sacó el proyecto para poner una gran montaña rusa en medio del bosque. A finales de ese mismo año la empresa neerlandesa Vekoma presentó el proyecto, de un coste de 3 millones de euros, compometiéndose a respetar el entorno y minimizar el impacto visual y ambiental. En mayo de 2008 se inicia la tala de árboles y se retira el Transmòbil, remolcador que ocupaba parte de la zona, y a finales de verano de 2008 se empieza a colocar la estructura de la atracción, pero no es hasta diciembre cuando se realizan las primeras pruebas técnicas para ser inaugurada el 23 de diciembre de 2008 con la presencia del entonces Alcalde de Barcelona, Jordi Hereu. Desde la apertura de la atracción y hasta el cierre de temporada los socios del Tibiclub podían acceder a ella con exclusividad una hora y media antes de su apertura al resto del público.

### Polémica por la tala de árboles
El hecho de poner la atracción en medio de un bosque ya existente y el marcaje realizado en los árboles generó cierto malestar entre los vecinos. Hubo manifestaciones y se crearon plataformas como SOS Tibidabo y Salvem Collserola para recoger firmas, e incluso se viajó a Bruselas para oponerse a esta atracción frente al Parlamento Europeo. En abril de 2008 un grupo de activistas se encadenaron a los árboles y en julio de 2008, coincidiendo con la apertura de la atracción Miramiralls, se manifestaron. El día de la apertura de la montaña rusa, el 23 de diciembre de 2008, hubo más manifestaciones en la puerta del parque con pancartas y máscaras con la fotografía del alcalde Jordi Hereu. Según fuentes oficiales se eliminaron 58 árboles, la mayoría enfermos, y los otros fueron trasplantados a otros lugares del parque. Además, el Ayuntamiento de Barcelona se comprometió a plantar más de 200 árboles nuevos.

### Retirada de la antigua Muntanya Russa del nivel 5
La creación de esta atracción supuso la sustitución de la antigua Muntanya Russa, que llevaba años acarreando problemas técnicos. Situada en el nivel 5 del parque y construida en 1961, se trataba de una montaña rusa de tipo Wildcat con cuatro bajadas, de las cuales la segunda era la más intensa. El último viaje civil fue realizado el 5 de enero de 2009 a las 16 horas. Actualmente en su lugar hay un espacio destinado a realizar espectáculos, llamado Plaça dels Somnis.